# Всероссийский национальный союз

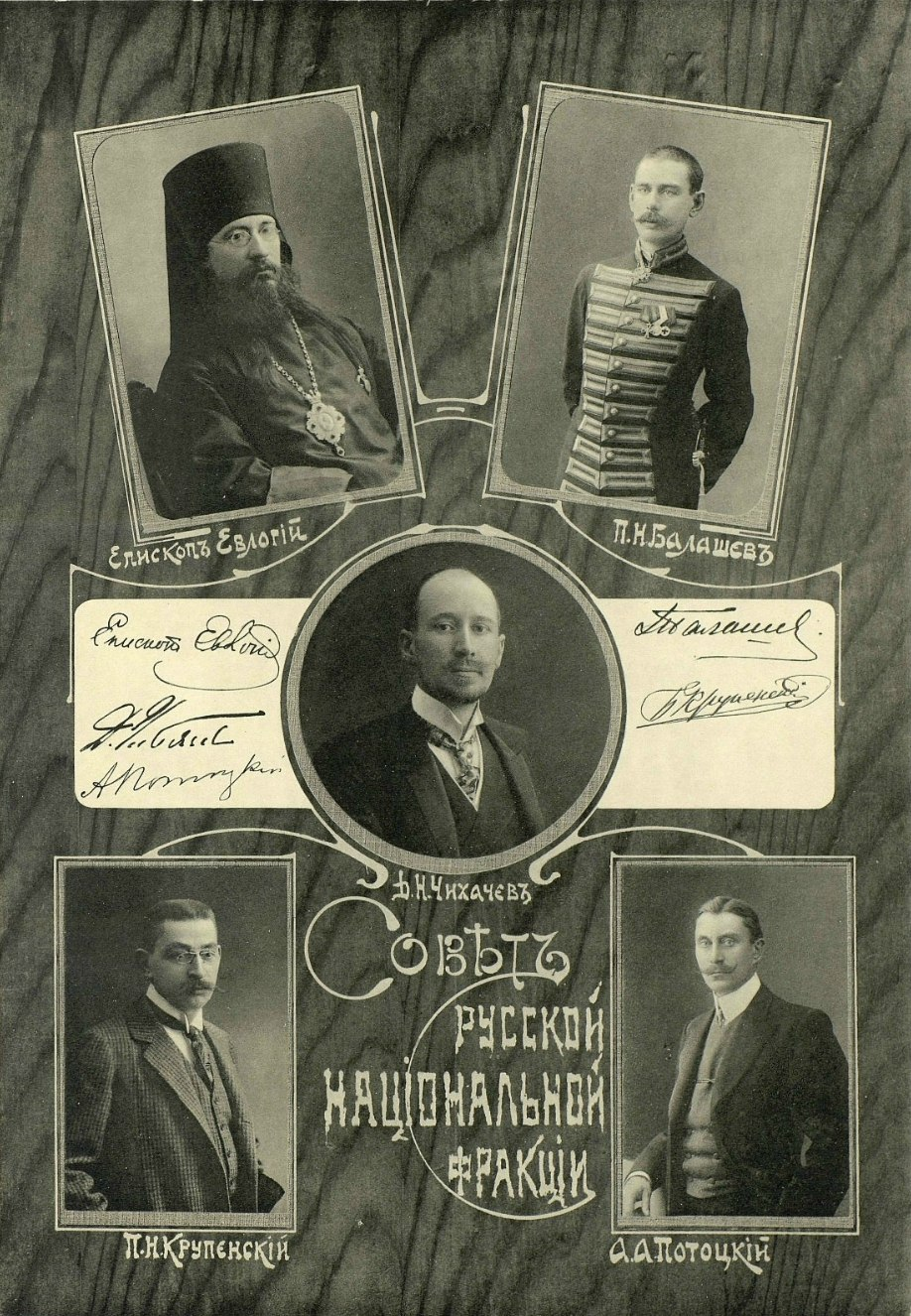
Совет Русской национальной фракции в III Государственной думе

Всеросси́йский национа́льный сою́з — русская умеренно-правая, консервативно-либеральная партия, существовавшая в Российской империи в 1908—1917 годах. Создавалась в 1908—1910 годах как объединение ряда партий, организаций и фракций Государственной Думы — Русской партии народного центра, Партии правового порядка, Партии умеренно-правых, Тульского союза «За царя и порядок», Бессарабской партии центра, Киевского клуба русских националистов, Каменец-Подольского клуба русских националистов и ряда других провинциальных организаций, двух фракций III Государственной Думы — умеренно-правой и русской национальной.
Учредительный съезд прошёл 18 июня 1908. Главным идеологом партии стал публицист М. О. Меньшиков, председателем партии был избран С. В. Рухлов, товарищем председателя — князь А. П. Урусов. Политическое влияние партии во время второй сессии III Думы (осень 1908 — весна 1909) было малозначительным.
В октябре 1909 года, в начале третьей сессии III Думы, думские национальная фракция (21 депутат) и фракция умеренно-правых (76 депутатов) объединились в русскую национальную фракцию, лидирующее положение в которой принадлежало активистам ВНС. Поскольку ни одна из фракций Думы не имела большинства, Дума была способна функционировать только на условии блокировки численно преобладающей фракции октябристов с какой-либо ещё фракцией. Так как примыкавшая справа к октябристам националистическая фракция была идеологически им ближе, чем примыкавшая слева фракция конституционалистов-демократов, блок октябристов и националистов оказался основой устойчивой работы Думы. С этого момента ВНС становится заметной политической силой.
30 октября 1909 года председателем бюро фракции был избран П. Н. Балашов. От умеренно-правых в бюро вошли епископ Евлогий, П. Н. Крупенский, А. А. Потоцкий, С. М. Богданов, Л. В. Половцов, Д. Н. Чихачев, от националистов — А. А. Мотовилов, Н. К. фон Гюббенет, В. Г. Ветчинин, Г. П. Сазонов.
31 января 1910 года на очередном съезде ВНС состоялось объединение ВНС и партии умеренно-правых. Председателем партии (вместо В. С. Рухлова, назначенного министром путей сообщения) был избран П. Н. Балашов, возглавлявший партию всё оставшееся время. В партии появились новые активные члены думы В. В. Шульгин и В. Г. Иозефи перешедшие в ВНС из правых националистов. Параллельно был создан Всероссийский национальный клуб, ставший консолидирующим местом русской национальной элиты.
В отличие от крайне правых черносотенцев, идейно опиравшихся на «уваровскую» триаду «Православие, Самодержавие, Народность», умеренно правые русские националисты выдвигали лозунг: «Самодержавие, Православие, Единодержавие», первоосновой которых объявлялся русский национализм.
Первый съезд ВНС прошел 19—21 февраля 1912 года. На нём председателем вновь был избран П. Н. Балашов. В Совет входили архиепископ Евлогий (Георгиевский), проф. П. А. Кулаковский, проф. Н. О. Куплеваский, М. О. Меньшиков, В. В. Шульгин и др.
В числе целей ВНС указывались «единство и нераздельность Российской империи, ограждение во всех её частях господства русской народности, укрепление сознания русского народного единства и упрочение русской государственности на началах самодержавной власти Царя в единении с законодательным народным представительством».
Наиболее острыми национальными проблемами, по мнению идеологов ВНС, являлись польский, еврейский и украинский (т. н. мазепинство) вопросы — в наибольшей степени актуальные для Западного края, откуда происходила большая часть партийного актива ВНС. Отмечалась также проблема зарождавшегося белорусского национализма как разрушавшего единство русского народа. Дискуссии по национальному вопросу внутри ВНС были серьезными и шли в диапазоне от идеи жёсткой политики религиозной, политической и культурной ассимиляции инородцев — до предложений дарования автономии некоторым областям Империи, таким как Польша; от последовательной «борьбы с еврейским засильем» до голосов за отмену черты еврейской оседлости и осуждения В. В. Шульгиным «дела Бейлиса».
По отношению к инородцам ВНС предлагал проводить следующую политику:
- ограничение политических (избирательных) прав инородцев на общегосударственном уровне;
- ограничение прав инородцев на участие в местной жизни;
- ограничение некоторых гражданских прав инородцев (при поступлении на государственную службу, при занятии предпринимательством и свободными профессиями);
- ограничение притока инородцев из-за рубежа.

Вместе с тем, декларировалось, что «при лояльном отношении инородцев к России, русский народ не может не пойти навстречу их стремлениям и желаниям».
Членами ВНС могли стать лица, «принадлежащие к коренному русскому населению или органически слившиеся с русским народом». Вопрос о том, что считать «органическим слиянием», остался не разрешенным.
Крупнейшими региональными организациями ВНС были организация на национальных окраинах (в основном на западе Империи), а также в столицах.
В ВНС состояли известные русские учёные проф. И. А. Сикорский, проф. П. Н. Ардашев, проф. П. Я. Армашевский, проф. П. Е. Казанский, проф. П. И. Ковалевский, проф. П. А. Кулаковский, проф. Н. О. Куплеваский и др. Союз поддерживал правительство П. А. Столыпина. После 1915 года фактически распался, окончательно прекратил существование в 1917 году.
Традиционно, большую роль в партии играли выходцы с Юга России и Юго-Западного края (современная Украина), партия пользовалась на Юге наибольшей поддержкой, на Юге (кроме столиц) были открыты отделения партии, а наиболее авторитетным изданием, поддерживавшим партию, была газета «Киевлянин», издаваемая В. В. Шульгиным. В Санкт-Петербурге штаб-квартира ВНС и Всероссийский национальный клуб располагались в доме П. В. Родзянко по адресу Литейный проспект, 10.